# الشركة الوطنية للغاز
الشركة الوطنية للغاز (ناتجاس)، هي شركة مصرية تعمل في الغاز الطبيعي، تأسست الشركة في 1 يناير 1997، تقوم الشركة بأعمال نقل وتوصيل الغاز الطبيعي إلى مواقع الاستخدام. تدير الشركة مشروعات في منطقة الشرق الأوسط والخليج العربي.

## الهيكل الإداري
- رئيس مجلس الإدارة والعضو المنتدب: عمر مسعود
- عضو مجلس إدارة: أسامة مرشد
- عضو مجلس إدارة: عرفة أبو المكارم
- عضو مجلس إدارة: محمد رشوان

## معرض الصور

فرع مدينة برج العرب الجديدة

## وصلات خارجية
- الموقع الإلكتروني للشركة